# Deltobotys brachypteralis
Deltobotys brachypteralis är en fjärilsart som beskrevs av George Francis Hampson 1913. Deltobotys brachypteralis ingår i släktet Deltobotys och familjen Crambidae. Inga underarter finns listade i Catalogue of Life.